# النشاط الفدائي الفلسطيني (1949-1956)

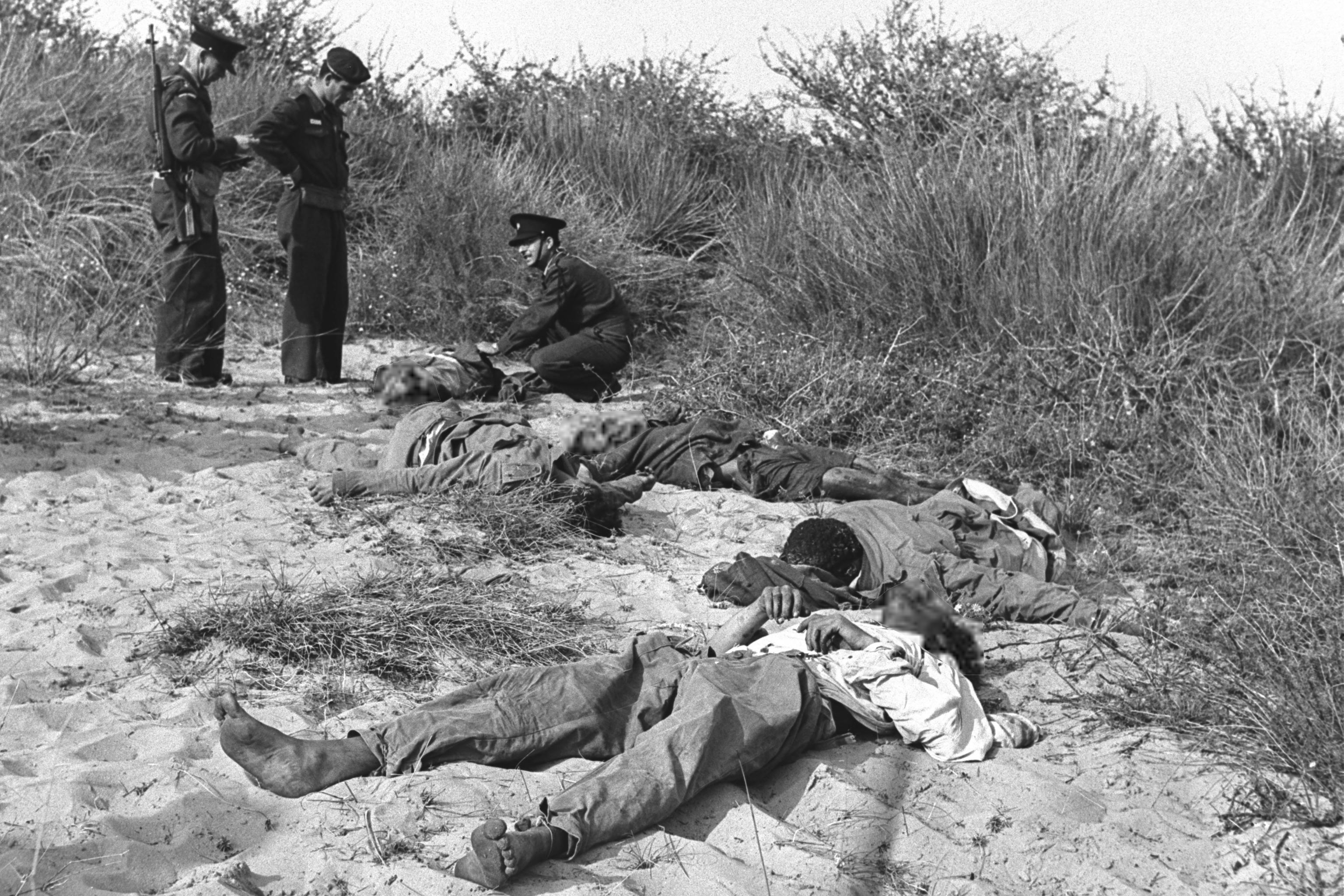
رجال الشرطة الاسرائيلية يتفقدون جثث خمسة فدائيين استشهدوا بالقرب من نير غاليم عام 1956

يشير النشاط الفدائي الفلسطيني إلى الصراع المسلح عبر الحدود، الذي بلغ ذروته بين عامي 1949 و1956، وشمل إسرائيل والمسلحين الفلسطينيين، ومقرهم أساسا في قطاع غزة، وهو الإقليم الوحيد لمحمية عموم فلسطين -وهي الدولة الفلسطينية التي أعلنت في أكتوبر 1948، والتي أصبحت نقطة محورية لنشاط الفدائيين الفلسطينيين. كان النزاع موازيا لظاهرة التسلل الفلسطيني. فقد قتل المئات أثناء الصراع، الذي تراجع بعد حرب السويس عام 1956.
وانطلاقا من بين اللاجئين الفلسطينيين الذين فروا أو طردوا من قراهم نتيجة للحرب العربية الإسرائيلية عام 1948، بدأ الفدائيون في منتصف الخمسينيات عمليات الفدائيين العابرة للحدود داخل إسرائيل من سوريا ومصر والأردن. وكثيرا ما كانت عمليات التسلل الأولى من أجل الوصول إلى الأراضي والمنتجات الزراعية، التي خسرها الفلسطينيون نتيجة للحرب، ثم تحولت في وقت لاحق إلى هجمات على أهداف عسكرية ومدنية إسرائيلية. وقد استهدفت هجمات الفدائيين على حدود غزة وسيناء مع إسرائيل، ونتيجة لذلك قامت إسرائيل بإجراءات انتقامية، استهدفت الفدائيين الذين كثيرا ما استهدفوا مواطني البلدان المضيفة لهم، مما أدى بدوره إلى شن المزيد من الهجمات.

## معلومات أساسية
تشير عمليات التسلل الفلسطينية إلى العديد من عمليات عبور الفلسطينيين للحدود، التي اعتبرتها السلطات الإسرائيلية غير شرعية، خلال السنوات الأولى من إقامة الدولة الإسرائيلية. ومعظم الأشخاص المعنيين كانوا لاجئين يحاولون العودة إلى ديارهم، وأخذ الممتلكات التي تركوها أثناء الحرب، ولجمع محاصيل من حقولهم السابقة وبساتينهم داخل الدولة الإسرائيلية الجديدة. عاد ما بين 30,000 و90،000 لاجئ فلسطيني إلى إسرائيل نتيجة لذلك. ويقول ميرون بينيفاستي إن «المتسللين» كانوا في معظم هم من السكان السابقين للأراضي العائدين لأسباب شخصية واقتصادية وعاطفية قد تم قمعهم في إسرائيل خشية أن يؤدي ذلك إلى فهم دوافعهم وتبرير أفعالهم.

## الجدول الزمني

### العمليات المبكرة
وفقًا لما ذكره يهوشافاط حاركابي (الرئيس السابق للاستخبارات العسكرية الإسرائيلية)، فإن عمليات التسلل في وقت مبكر كانت «توغلات» محدودة، وكان دافعها في البداية لأسباب اقتصادية، مثل الفلسطينيين الذين يعبرون الحدود إلى إسرائيل لحصاد المحاصيل في قراهم السابقة. تدريجيا، تطورت إلى أعمال سطو مسلح وهجمات متعمدة «إرهابية» وحل الفدائيون محل المدنيين.
وقد يكون النضال الأول من قبل الفدائيين الفلسطينيين قد أطلق من الأراضي السورية في عام 1951، على الرغم من أن معظم الهجمات بين عامي 1951 و 1953 أطلقت من الأراضي الأردنية.

### عمليات القصاص
وفي عام 1953 كلف رئيس الوزراء الإسرائيلي دافيد بن غوريون رئيس جهاز الأمن في المنطقة الشمالية أرئيل شارون بتشكيل وحدة كوماندو جديدة وهي الوحدة 101 مصممة للرد على عمليات التسلل الفدائية. بعد شهر واحد من التدريب، «قامت دورية للوحدة التي تسللت إلى قطاع غزة بتمرين، وقابلت فلسطينيين في مخيم البريج للاجئين، بإطلاق النار لإنقاذ نفسها وخلف ورائها نحو 30 قتيلا من العرب وعشرات الجرحى.» في وجودها الذي دام خمسة أشهر، كانت الوحدة 101 مسؤولة أيضا عن تنفيذ مذبحة قبية في ليلة 14–15 أكتوبر 1953، في القرية الفلسطينية التي تحمل نفس الاسم. قامت إسرائيل بعمليات عبر الحدود في كل من مصر والأردن «لتعليم القادة العرب أن الحكومة الإسرائيلية رأتهم مسؤولين عن هذه الأنشطة، حتى وإن لم يكونوا قد قاموا بها بشكل مباشر». ورأى موشي دايان أن الإجراء الانتقامي من جانب إسرائيل هو السبيل الوحيد لإقناع الدول العربية بأنه من أجل سلامة مواطنيها، يجب عليهم أن يعملوا على وقف عمليات تسلل الفدائيين. وقال دايان: «لسنا قادرين على حماية كل رجل، ولكن يمكننا أن نثبت أن سعر الدم اليهودي مرتفع».
وتشير تقارير الأمم المتحدة إلى أنه بين عامي 1949 و1956، شنت إسرائيل أكثر من سبع عشرة غارة على الأراضي المصرية و31 هجوما على بلدات عربية أو قوات عسكرية.

### النشاط الفدائي برعاية مصر
فرضت بنود اتفاقية الهدنة قيودا على استخدام مصر للقوات المسلحة النظامية ونشرها في قطاع غزة. وتماشيا مع هذا التقييد، كان الحل الذي تقوم به الحكومة المصرية هو تشكيل قوة شرطة فلسطينية شبه عسكرية. وقد أنشئت شرطة الحدود الفلسطينية في ديسمبر 1952. ووضعت شرطة الحدود تحت قيادة عبد المنعم عبد الرؤوف قائد اللواء الجوي المصري السابق وعضو جماعة الإخوان المسلمين وعضو المجلس الثوري. بدأ 250 متطوعا فلسطينيا تدريباتهم في مارس عام 1953، مع تقدم متطوعين آخرين للتدريب في مايو وديسمبر 1953. وقد تم ربط بعض أفراد شرطة الحدود بمكتب الحاكم العسكرى تحت قيادة عبد العظيم السحرتي لحراسة المنشآت العامة في قطاع غزة.
ومنذ أواخر عام 1954 وما بعده، تم توسيع نطاق عمليات الفدائيين الأوسع نطاقا انطلاقا من الأراضي المصرية. أشرفت الحكومة المصرية على إنشاء مجموعات من الفدائيين الرسميين في غزة وشمال شرق سيناء. الجنرال مصطفى حافظ، قائد المخابرات العسكرية المصرية، يقال إنه أسس وحدات فدائية فلسطينية "لشن غارات إرهابية عبر الحدود الجنوبية لإسرائيل، "تقريبا ضد المدنيين". في خطاب ألقاه في 31 أغسطس 1955، قال الرئيس عبد الناصر:
مصر قررت أن ترسل أبطالها، تلاميذ فرعون وأبناء الإسلام، وسيطهروا أرض فلسطين. ولن يكون هناك سلام على حدود إسرائيل لأننا نطالب بالانتقام، والانتقام هو موت إسرائيل.
بعد غارة إسرائيلية على موقع عسكري مصري في غزة في فبراير 1955، قتل خلالها 37 جنديا مصريا، بدأت الحكومة المصرية بنشاط في رعاية غارات الفدائيين على إسرائيل.
وفي عام 1956، دخلت القوات الإسرائيلية خان يونس في قطاع غزة الذي تسيطر عليه مصر، حيث قامت بعمليات بحث من منزل إلى منزل عن الفدائيين الفلسطينيين والاسلحة. خلال هذه العملية، قتل 275 فلسطينيا، وقتل 111 شخصا آخرين في غارات إسرائيلية على مخيم رفح للاجئين. زعمت إسرائيل أن عمليات القتل هذه نجمت عن «مقاومة اللاجئين»، وهو ادعاء نفاه اللاجئون؛ لم تقع إصابات في صفوف الإسرائيليين.

## فيما بعد: حرب السويس
ويعتقد البعض أن هجمات الفدائيين ساهمت في اندلاع أزمة السويس؛ التي ذكرتها إسرائيل كسبب لقيامها بحملة عام 1956. آخرون يقولون أن إسرائيل «دبرت عشية الحرب على الكذب والخدع... لإعطاء إسرائيل العذر المطلوب لتوجيه ضرباتها» مثل تقديم مجموعة من«الفدائيين الأسرى» للصحافيين الذين كانوا في الواقع جنودا إسرائيليين.

## سرد للأنشطة الفدائية
واستشهدت الحكومة الإسرائيلية بالعشرات من هذه الهجمات اليوم بأنها «الهجمات الإرهابية العربية الكبرى ضد الإسرائيليين قبل حرب الأيام الستة عام 1967». وفقا للمكتبات الإلكترونية اليهودية، في حين أن الهجمات انتهكت اتفاقات الهدنة لعام 1949 التي تحظر الأعمال العدائية من قبل القوات شبه العسكرية، فقد أدان مجلس الأمن التابع للأمم المتحدة إسرائيل لهجماتها المضادة.

## عدد الضحايا
وفقا لمارتين غيلبرت بين عامي 1951 و 1955، قتل 967 إسرائيليا فيما وصفه بـ «الهجمات الإرهابية العربية»، وهو رقم يصفه بيني موريس بأنه «بساطة غير منطقي». ويوضح موريس أن الأرقام التي قدمها غيلبرت هي «أعلى بثلاث إلى خمس مرات من الأرقام الواردة في التقارير الإسرائيلية المعاصرة» وأنها تبدو وكأنها تستند إلى خطاب عام 1956 الذي ألقاه ديفيد بن جوريون الذي يستخدم فيه كلمة نيفغائيم للإشارة إلى «الخسائر البشرية» بالمعنى الواسع للمصطلح (أي القتلى والجرحى على حد سواء).
ووفقا لما ذكرته الوكالة اليهودية لإسرائيل بين عامى 1951 و1956، لقي 400 إسرائيلي مصرعهم وأصيب 900 آخرون في هجمات الفدائيين.